# Кучица
Кучица (на македонска литературна норма: Кучица) е село в централната източна част на Северна Македония, община Карбинци.

## География
Селото е разположено в планината Плачковица.

## История
Според Димитър Гаджанов в 1916 година в Кучища живеят 86 турци.